# Echiniscus trojanus
Echiniscus trojanus är en djurart som tillhör fylumet trögkrypare, och som beskrevs av Walter Maucci 1973. Echiniscus trojanus ingår i släktet Echiniscus och familjen Echiniscidae. Inga underarter finns listade i Catalogue of Life.